# کاوی، استونی
کااوی (به انگلیسی: Kaavi) یک روستا در بخش سارما، شهرستان ساره در غرب استونی است.